# موتور محمود زهی
موتور محمود زهی یک منطقهٔ مسکونی در ایران است که در دهستان بمپور غربی واقع شده‌است.